# لیدی بلک‌هاوک
لیدی بلک‌هاوک (به انگلیسی: Lady Blackhawk)، عنوان چندین شخصیت خیالی ابرقهرمان در کتاب‌های کامیک آمریکایی منتشر شده توسط دی‌سی کامیکس است. اولین بلک‌هاوک با نام زیندا بلیک در شمارهٔ ۱۳۳ کمیک بلک‌هاوک (فوریه ۱۹۵۹) معرفی شد؛ دومی با نام ناتالی رید در نسخهٔ دوم بلک‌هاوک در مارس ۱۹۸۸ حضور پیدا کرد و سومین که هنوز نامگذاری نشده است در لیدی بلک‌هاوک نوامبر ۲۰۱۱ معرفی شد. هر سه شخصیت خلبان و سرباز هستند.